# Ерве де Шаретт
Ерве де Шаретт (фр. Hervé de Charette), (1938), французький державний та громадсько-політичний діяч. Дипломат.

## Біографія
Народився 30 липня 1938 року.
Депутат від Мен-е-Луар, член Спілки за французьку демократію. (Union pour la démocratie française или UDF).
З 1986 по 1987 — займав міністерську посаду в уряді.
З 1993 по 1995 — міністр житлового будівництва в кабінеті Едуара Балладюра.
З 1995 по 1997 — міністр закордонних справ Франції в кабінеті Алена Жюппе.
З 2002 — член Спілки за народний рух Франції. (Union pour un mouvement populaire или UMP).